# Helictes limbatus
Helictes limbatus là một loài tò vò trong họ Ichneumonidae.